# Marco Flores (bailaor)

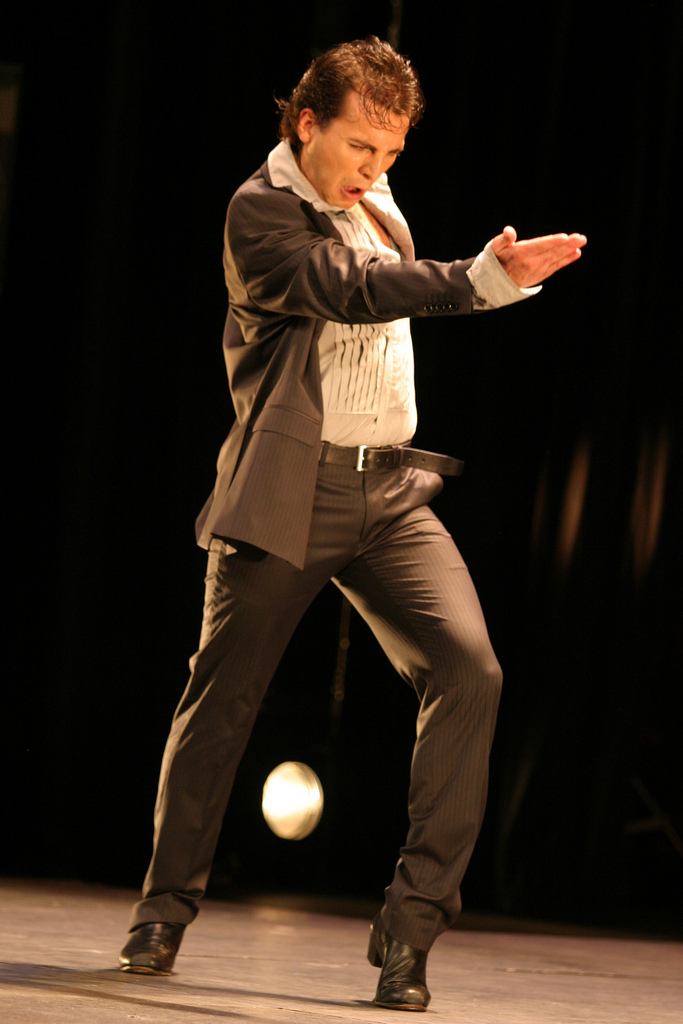
El bailaor gaditano Marco Flores, durante la edición de 2007 del Concurso Nacional de Arte Flamenco.

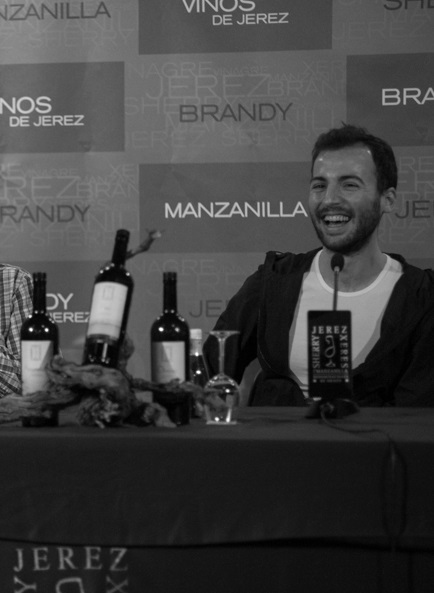
Marco Flores durante la rueda de prensa de presentación de su espectáculo "Laberíntica", Festival de Jerez 2014.

Marco Flores (n. Arcos de la Frontera, 1981) es un bailaor y coreógrafo español de flamenco y danza. Entre los distintos premios recibidos, destaca por ser ganador del Premio Absoluto del Baile del Concurso Nacional de Arte Flamenco, en 2007. A lo largo de su trayectoria ha trabajado con artistas como Olga Pericet, Sara Baras, Rafaela Carrasco, Mercedes Ruiz, Manuel Liñán o Daniel Doña. Desde 2010, dirige su propia compañía de danza, Cía Marco Flores, que cuenta con tres producciones: "DeFlamencas", "Tránsito" y "Laberíntica".

## Historia
Marco Flores nació en 1981 en Arcos de la Frontera, un pueblo de la provincia de Cádiz. Allí, durante su infancia, desarrolló una profunda vinculación con el flamenco que le llevó a interesarse por el baile desde su adolescencia. Sus primeros años de aprendizaje fueron autodidactas, aunque complementó su formación con Antonio Canales y Javier Latorre, tomando algunos de sus cursos intensivos.
A los 18 años empezó a trabajar en tablaos, lo que le permitió consolidar su aprendizaje. En el año 2000, inicia un periodo de dos años en el que trabajará para distintas compañías: primero en la de Sara Baras y luego en la de Rafaela Carrasco. En ese periodo, también colaboró como artista invitado en la compañía de Miguel Ángel Berna y en la de Mercedes Ruiz.
A partir de 2003, inicia su andadura como codirector y coproductor de sus propios espectáculos junto a Manuel Liñán (“Dos en Compañía”), Manuel y Olga Pericet (“En sus 13”, “En clave”) o Olga y Daniel Doña (“Chanta la muí”, “Complot”, “Recital”). Durante más de seis años presentaron sus proyectos conjuntos.
En 2010 crea su propia compañía. Cía Marco Flores estrena su primer espectáculo, “DeFlamencas”, ese mismo año en el Gran Teatro de Córdoba. “DeFlamencas” consigue el Premio de la Crítica Especializada del Festival de Jerez de 2012.
Es también en 2012 cuando la compañía presenta su segunda producción, “Tránsito”, en los Teatros del Canal de Madrid, durante el Festival Suma Flamenca. Con “Tránsito” giraran tanto por España como por Europa (Alemania, Suécia, etc).
Su siguiente gran producción se llama “Laberíntica”, y fue estrenada en el Teatro Cervantes, en el marco de la Bienal de Arte Flamenco de Málaga. “Laberíntica” también se presentó en marzo de 2014 en el Teatro Villamarta, durante el Festival de Jerez 2014. "Laberíntica" también ha sido presentado en importantes festivales internacionales, como el Kuopio Dance Festival, en Finlandia.
En 2015, la compañía estrenó el espectáculo "Paso a Dos" , protagonizado por el propio Marco y por la prestigiosa bailarina Olga Pericet, ganadora del premio El Ojo Crítico de Danza 2014 y del Premio Max 2015 a la mejor bailarina principal.
El 22 de febrero de 2016, la Cía. Marco Flores estrena su última producción: "Entrar al Juego", que cuenta con artistas invitados como Alejandro Granados y Carmela Greco, hija del prestigioso bailarín José Greco
"Entrar al juego" ha recibido una positiva acogida de crítica y público.
En el presente, Marco viaja por todo el mundo con su compañía, presentando sus tres espectáculos. También continua coreografiando y colaborando con distintos artistas y compañías. En 2015 ha coreografiado al Ballet Nacional de España en su última producción, llamada "Alento y
Zaguán".

## Premios
| Año  | Premios                                                                                    |
| ---- | ------------------------------------------------------------------------------------------ |
| 2007 | Carmen Amaya del Concurso Nacional de Arte Flamenco de Córdoba                             |
| 2007 | Antonio Gades del Concurso Nacional de Arte Flamenco de Córdoba                            |
| 2007 | Mario Maya del Concurso Nacional de Arte Flamenco de Córdoba                               |
| 2007 | Especial del Baile del Concurso Nacional de Arte Flamenco de Córdoba                       |
| 2008 | Revista Deflamenco, Mejor Bailaor revelación.                                              |
| 2009 | Flamenco Hoy Crítica especializada, Mejor Bailaor.                                         |
| 2012 | Premio al Mejor Espectáculo otorgado por la Crítica del Festival de Jerez por DeFlamencas. |

## Espectáculos presentados con su compañía

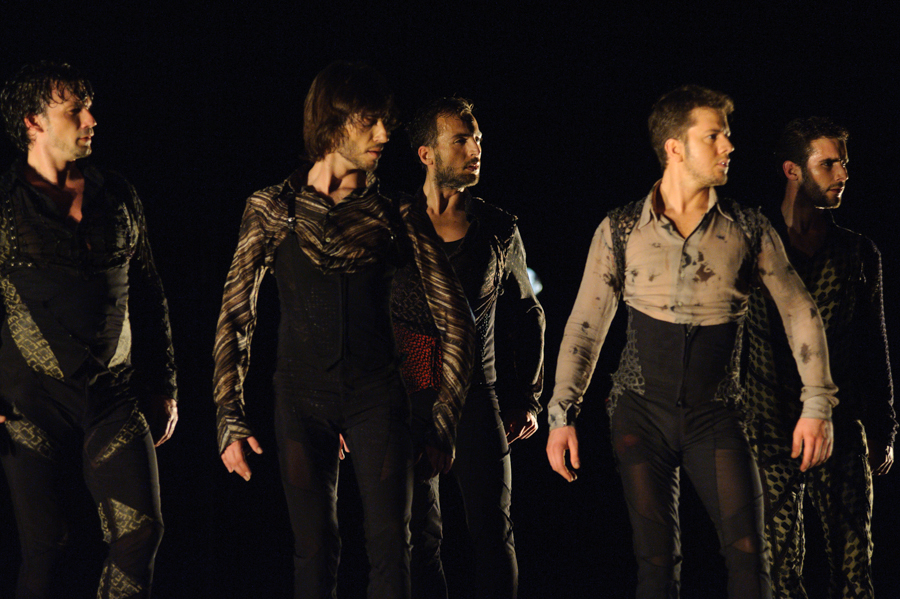
Cía. Marco Flores durante su espectáculo "Laberíntica".

- "DeFlamencas"
- "Tránsito"
- "Laberíntica"
- "Paso a Dos"
- "Entrar al Juego"